# Escorpião-azul
Rhopalurus junceus, conhecido como escorpião azul pela cor de seu veneno, ou como escorpião vermelho por seu aspecto exterior, é uma espécie de aracnídeo da família Buthidae, endémico de Cuba. Foi reportado em outros países sem que se consiga comprovar sua presença atual.

## Características
O macho alcança entre 54 e 97 milímetros de comprimento e a fêmea entre 65-107 mm. O corpo é de cor marrom, pardo avermelhado, castanho amarelado, rosa, alaranjado, com uma cauda vermelha ou roxa. Tem um único ferrão e os oito membros mais escuras, bordô, roxo ou enegrecido; seu carapacho possui um triângulo interocular preto. Tem uma expectativa de vida de três a cinco anos, embora a falta de alimentos faça com que apenas 15% dos indivíduos consigam atingir a idade adulta. Todos os anos, centenas de pessoas são picadas por este escorpião em Cuba, mas essas picadas normalmente não são letais porque o veneno tem uma DL50 de 8,0 mg/ kg, muito maior do que a quantidade de veneno carregada no ferrão.

## Pesquisa
Em 2013, uma investigação em laboratório realizada por um grupo multidisciplinar concluiu que, in vitro, o veneno do escorpião R. junceus possui uma toxicidade seletiva e diferencial contra linhas de células epiteliais cancerosas e somente a viabilidade das células cancerosas apresentou redução significativa. Porem, ainda não há evidência científica em favor de seu uso na terapia do câncer.